# Artilleriewerk Commeire

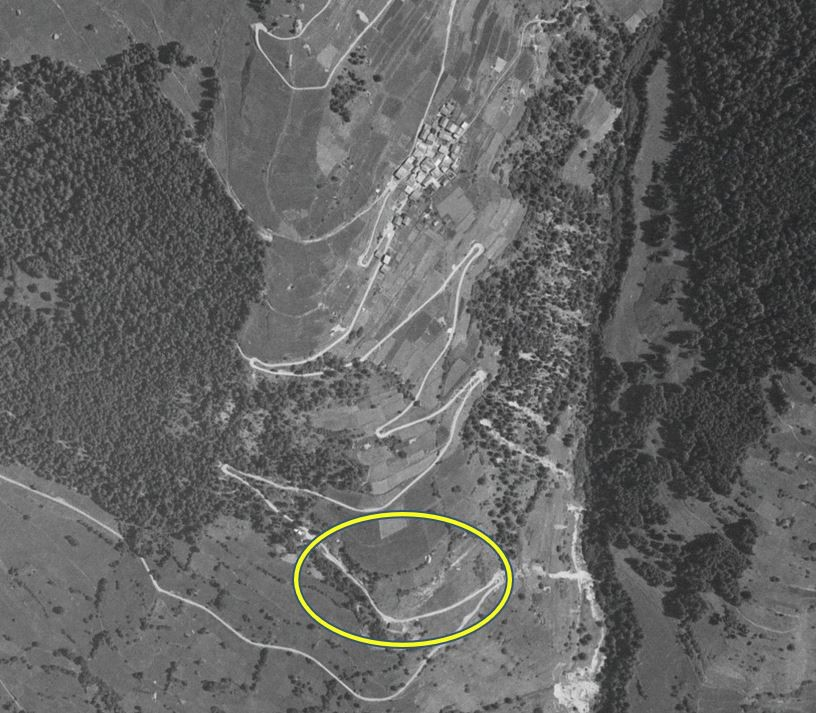
Commeire mit Artilleriewerk

Das Artilleriewerk Commeire (Armeebezeichnung A 27) ist ein ehemaliges Artilleriewerk im Festungsgebiet Saint-Maurice, das sich unterhalb des Dorfes Commeire in der Gemeinde Orsières im schweizerischen Kanton Wallis befindet.

## Geschichte
Das auf 1300 m ü. M. liegende Artilleriewerk Commeire sperrte das östlich gelegene Val de Bagnes zum Schutz des Grossen Sankt Bernhards. 1930 wurden die Pläne für die drei Werke Champex, Commeire und jene für Roc Cornet (nordwestlich von Liddes) erstellt, wobei letzteres nie gebaut wurde. Die Festung wurde von der Gebirgsbrigade 10 mit vier Geschützständen für 7,5 cm Kanonen entworfen. Das Werk wurde von August 1940 bis September 1943 erstellt und anschliessend der Truppe übergeben. Die Kanonen wurden im Mai 1944 eingebaut, die Tarnung 1947 fertiggestellt.
Die Bewaffnung bestand anfänglich aus vier 7,5 cm Krupp Feldkanonen Modell 1903. Die vier 7,5 cm Kanonen hatte eine Reichweite von 6,5 bis 11,5 km. Die zwei als Alphütten getarnten Kanonen zielten in Richtung Grosser Sankt Bernhard mit einer Reichweite bis zum heutigen Tunneleingang. Die zwei als Felsen getarnten Kanonen deckten das Artilleriewerk Champex, den unteren Teil des Val Ferret und das Becken von Orsières. Die vier Kanonen bildeten zwei Batterien, von denen jede über eine Feuerleitstelle verfügte.
Die Infrastruktur umfasst weit verzweigte Stollen, vier Geschützstände, drei Beobachtungsposten, einen Maschinensaal (Motoren, Generatoren, Filter), eine Munitionskaverne, Materialräume, vier Kantonnemente (Schlafsäle, Küchen, Kantinen, Operationszimmer) und ein Wasserreservoir. Die verschiedenen Kavernen waren mit einem zentralen Stollen verbunden, hatte zwei Eingänge und sechs Notausgänge. Geschütz- und Beobachtungsscharten sowie Notausgänge sind als ländliche Nutzbauten (Alphütten) in Beton und Holz oder Felsformationen getarnt. Das Werk konnte im Kriegsfall rund 140 Mann Besatzung aufnehmen.
Die Besatzung bestand aus der Festungskompanie II/22, die mit der Festungskompanie I/22 (Champex) zur Festungsabteilung 22 und zum Festungsregiment 19 gehörte und später für den 12 cm Festungsminenwerfer 1959 «Napoleon» zuständig war. Das Werk Champex verfügte über eine Feuerleitstelle und einen Kommandoposten für die Abteilung, um das Feuer der Artilleriewerke in der Region Sankt Bernhard (Champex, Commeire, Follatères, Dailly) koordinieren zu können.
Während des Kalten Krieges wurde das Werk laufend modernisiert. 1950 wurden Filter installiert und die Sicherheit der Munitionsmagazine verbessert. Ausserdem wurde 1957 das Werk für einen Atomkrieg tauglich gemacht.
Anfang der 1970er Jahre wurde es desarmiert und als Gebirgsunterkunft verwendet. Die Feuerkraft von Commeire wurde durch einen neu errichteten Monoblock mit dem 12 cm Festungsminenwerfer 1959 (A 400 «Napoleon») kompensiert.
Das Werk wurde 1999 der Geheimhaltung entlassen, ausser Dienst gestellt und ging in den Besitz des Vereins Pro Forteresse über. Es ist in originalem Zustand mit Ausnahme der Kanonen. Im Geschützstand 2 konnte wieder eine Kanone eingebaut werden.
Für den Festungsminenwerfer «Napoleon» wartet der Verein seit 2010 auf die Ausserdienststellung, um ihn als militärisches Kulturerbe erwerben zu können.
Die Ausserdienststellung der 12 cm Festungsminenwerfer wurde 2014 vom VBS gestoppt, sie unterliegen weiterhin der Geheimhaltung.

### Artilleriewerk Commeire
- Artilleriewerk Commeire A 27: Eingang	⊙
- AW Commeire A 27: C1 Front Champex ⊙
- AW Commeire A 27: C2 Front Champex ⊙
- AW Commeire A 27: C3 Front St-Bernard	⊙
- AW Commeire A 27: C4 Front St-Bernard	⊙
- AW Commeire A 27: Beobachter 1 ⊙
- AW Commeire A 27: Beobachter 2 ⊙
- AW Commeire A 27: Notausgang	⊙
- AW Commeire A 27: Militärbaracke	⊙
- AW Commeire A 27: Nomadenhaus	⊙

## 12 cm Festungsminenwerfer Sapinhaut
Der 12 cm Festungsminenwerfer 1959 wurde 1991 auf einer Fläche von 900 Quadratmetern auf 1047 m errichtet.⊙ Er gehörte zum Dispositiv auf der Achse des Grossen St. Bernhard mit den Werken in Bourg St-Pierre und Dzondène (Commeire). Der Monoblock hatte eine Besatzung von 28 Soldaten und konnte während zwei bis drei Wochen autonom betrieben werden. Zur Anlage gehört zusätzlich ein Atomschutzunterstand (ASU). Sie wurde im Mai 2019 entklassifiziert.
Der 12-cm-Festungsminenwerfer A 401 Sapinhaut war der Ersatz für die älteren Artilleriewerke. Zusammen mit dem 12-cm-Festungsminenwerfer A 400 Napoleon konnte dieser zugunsten der Infanterietruppen zwischen Orsières, Sembrancher und Bovernier oder zwischen Martigny-Bourg und Chamoson wirken. Das Munitionsmagazin Festungsminenwerfer Sapinhaut fasste 3500 Schuss. Die Schussdistanz beträgt knapp 9 km mit einer Schusskadenz von 20 Schuss pro Minute (10 pro Rohr). Effektiv wurden 16 Schuss (8 pro Rohr) verschossen.
Der Verein Communauté d’Intérêts Pour l’Artillerie de Dailly (CIPAD) führt auf Anfrage Führungen durch.

## Sperrstellen Val d’Entremont
Bereits in römischer Zeit gab es hoch über dem Tal Befestigungen, wie das Beispiel der Mur d’Hannibal oberhalb Liddes zeigt. ⊙

### Sperrstelle Commeire

Wachtposten auf dem Pass Grosser St. Bernhard im 1. Weltkrieg

Im Sektor Süd der Festungsbrigade 10 gibt es 57 Infanteriebunker, 49 davon im Val d’Entremont und 6 im Val Ferret.
- Infanteriebunker A 18 Col du Basset ⊙
- Infanteriebunker A 19 Blettay inférieur ⊙
- Infanteriebunker A 20 Blettay supérieur ⊙
- Infanteriebunker A 21 Deutze ⊙
- Infanteriebunker A 22 Crète de Saint-Mayeul ⊙
- Infanteriebunker A 23 Creusudi ⊙
- Infanteriebunker A 24 Les Planards supérieur		⊙
- Infanteriebunker A 25 Les Planards inférieur		⊙
- Infanteriebunker A 26 Sasséda ⊙
- Artilleriewerk Commeire A 27: Eingang
- Infanteriebunker A 28 Pont Sec gauche		⊙
- Infanteriebunker A 29 Pont Sec droite		⊙
- Infanteriebunker A 30 Montatuay droite		⊙
- Infanteriebunker A 31 Montatuay gauche		⊙
- 12-cm-Festungsminenwerfer 59 «Napoleon» A 400

### Sperrstelle Bourg-Saint-Pierre

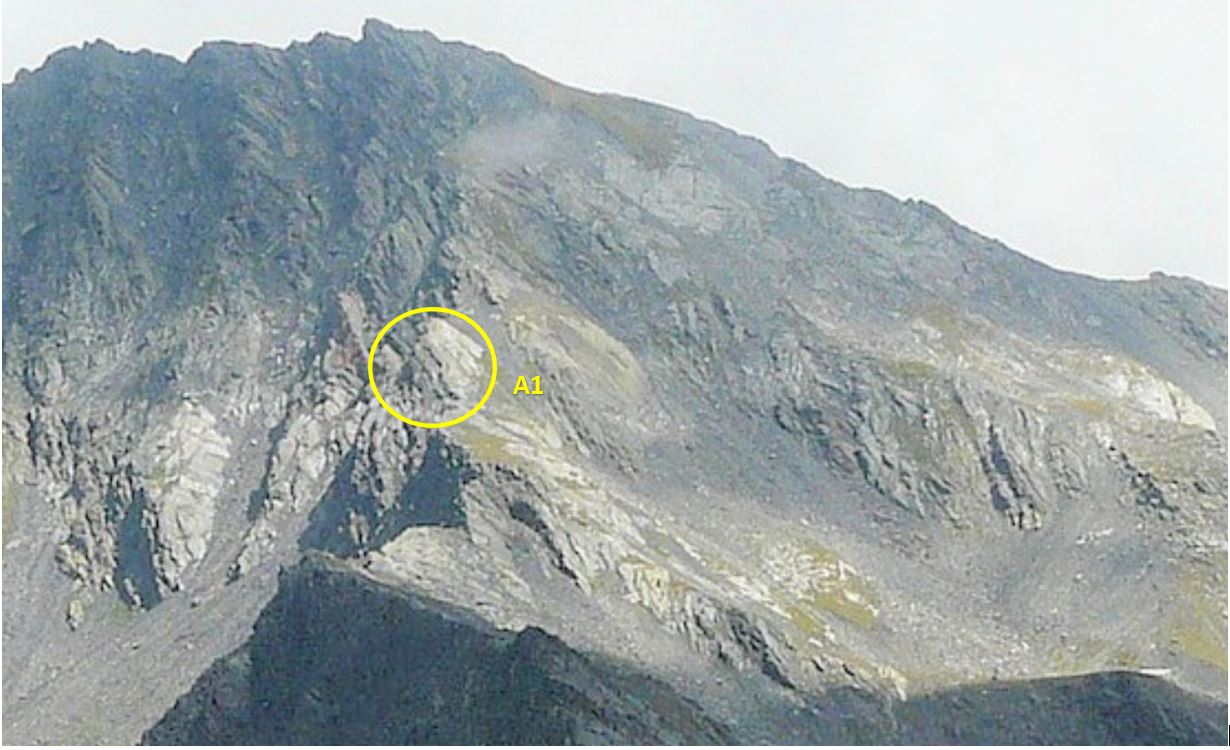
Infanteriebunker A 1 Mont Telliers 2800 m

Die Anlagen der Sperrstellen Bourg-Saint-Pierre (Armeebezeichnung 1057) und Bourg-Saint-Bernard (Armeebezeichnung 1058) befinden sich oberhalb der Strasse zum Grossen St. Bernhard. Sie gilt als Sperrstelle von nationaler Bedeutung.
- Infanteriebunker A 1 Mont Telliers, Bourg-Saint-Bernard ⊙
- Infanteriebunker A 2 Marengo		⊙
- Infanteriebunker A 3 Cantine de Proz Est		⊙
- Infanteriebunker A 4 Cantine de Proz Ouest		⊙
- Infanteriebunker A 5 Tsalevey		⊙
- Infanteriebunker A 6 Sarreyre Est		⊙
- Infanteriebunker A 7 Sarreyre Ouest		⊙
- Infanteriebunker A 8 Roc de Raveire		⊙

### Sperrstelle Liddes
Die Anlagen der Sperrstelle befinden sich hoch über der Gemeinde Liddes bei den Gebirgsübergängen.
- Infanteriebunker A 9 La Vardette/Vouardette Est		⊙
- Infanteriebunker A 10 La Vardette Sud		⊙
- Infanteriebunker A 11 La Vardette Sud-Ouest		⊙
- Infanteriebunker A 12 La Vardette Ouest		⊙
- Infanteriebunker A 13 La Vardette Nord-Ouest		⊙
- Infanteriebunker A 14 Erra d'en Haut		⊙
- Infanteriebunker A 15 Bec-de-l’Aigle		⊙
- Infanteriebunker A 16 Mont Brûlé Sud		⊙
- Beobachter A 17 Mont Brûlé Nord		⊙

## Sperrstellen Val de Bagnes

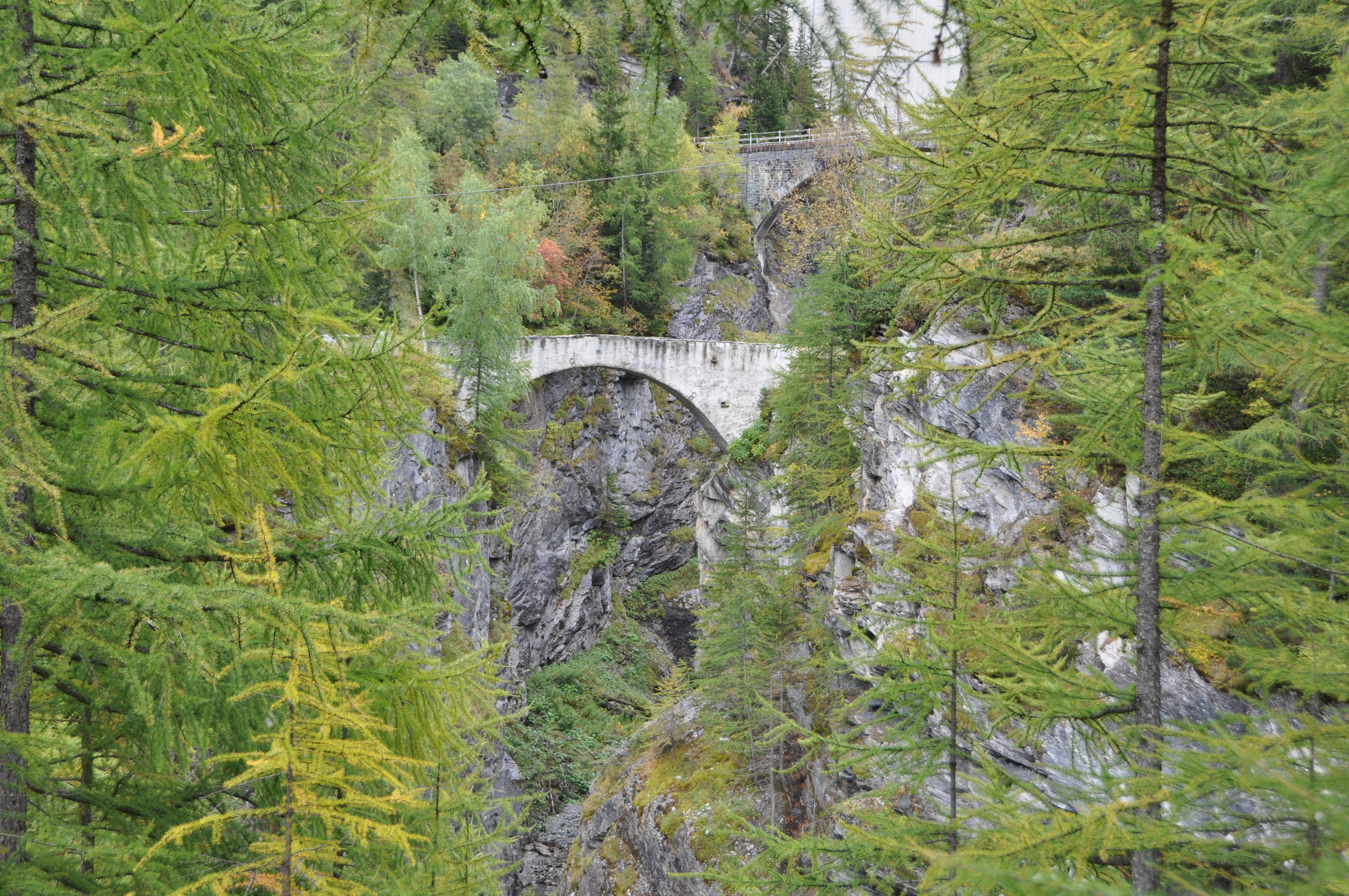
Alte Brücke von Mauvoisin

Im Gegensatz zum Val d’Entremont und dem Val Ferret hat das Val de Bagnes nur wenige Befestigungen, weil das enge Tal ohne einfache Passage sich gut für die Verteidigung eignet. Erst 1949 wurde im Zusammenhang mit dem Bau des Mauvoisin-Staumauer eine Strasse von Fionnay gebaut. Der einzig mögliche Übergangspunkt von Italien ist das Fenêtre de Durand. Der Sektor wurde von der Grenzkompanie IV/205 verteidigt, die Befestigungen bei Chanrion und Mauvoisin errichtete. Unterhalb der Chanrionhütte wurde ein Aussenposten erstellt ⊙, um das Durand-Fenster und den Grenzkamm zu überwachen und als Unterstützungspunkt für die Patrouillen auf dem Grenzkamm zwischen dem Mont Vélan und dem oberen Arollagletscher.
Beim engen Gletscherriegel von Mauvoisin wurden auf beiden Talseiten Feldstellungen gebaut. Die kleine Steinbrücke von 1828 bildete dort ⊙  den einzigen Übergang (passage obligé). Auf dem rechten Ufer wurden Stellungen unter den grasbewachsenen Hängen des Mont Pleureur errichtet ⊙. Gegenüber auf dem rechten Ufer wurden Feldbefestigungen an den Hängen des Pierre à Vire gebaut ⊙.